# 오사카 대공습

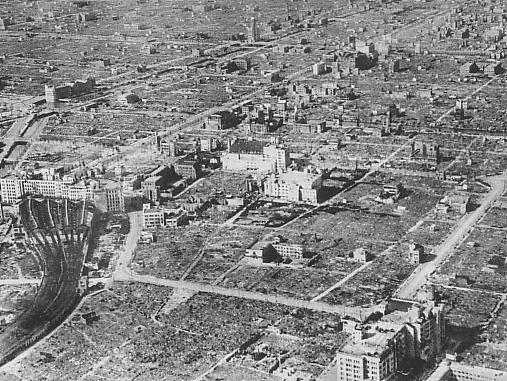
폭격 이후의 남바 지역

오사카 대공습 또는 오사카 폭격은 미국이 제2차 세계 대전 기간 중 일본의 군사 및 민간 목표물과 인구 밀집 지역에 대해 수행한 전략폭격 캠페인의 일부였다. 이는 1945년 3월 13일 한밤중부터 다음날 이른 아침까지 처음으로 일어났다. 전쟁 마지막 날인 6월 1일, 6일, 7일, 15일, 26일, 7월 10일, 24일, 8월 14일에도 폭격이 있었다. 일본 제국 오사카시에서 발생한 폭격으로 민간인 1만 명 이상이 사망했다고 한다.

## 배경
오사카시는 1940년 인구 3,252,340명으로 일본에서 두 번째로 큰 도시이다. 전통적으로 극동 지역에서 가장 중요한 산업 중심지였다. 오사카시는 조선, 철강, 철도 차량 공장, 비철금속 기업(특히 구리와 알루미늄)으로 유명한 중공업의 주요 중심지 중 하나였다. 또한 항공기 프로펠러 및 프로펠러 조속기, 군수품 및 군수품, 직물, 특수강, 전선, 전기 장비, 화학 물질, 계측기, 기계 및 공작 기계, 특히 마찰 방지 베어링을 생산하는 것으로 유명하다. 또한 교통의 중심지이자 일본에서 세 번째로 큰 항구가 있는 곳이기도 했다. 자연적으로 얕은 항구를 개발하기 위해 많은 작업이 이루어졌으며 일본 철도 네트워크의 중심지이기도 했다.

## 오사카시 주변의 기타 폭격
- 고베 대공습
- 나고야 대공습

## 같이 보기
- 도쿄 대공습
- 오키나와 전투
- 이오지마 전투
- 반딧불이의 묘